# Killer7
Killer7 ist ein Computerspiel aus dem Jahre 2005 von Capcom, das für den Nintendo GameCube und die PlayStation 2 veröffentlicht wurde. Das Spiel wurde unter Goichi Suda von Grasshopper Manufacture entwickelt.
Der Spieler übernimmt die Rolle eines alternden Profikillers mit multipler Persönlichkeit. Während des Spieles kann zwischen den insgesamt sieben Persönlichkeiten gewechselt werden; jede Persönlichkeit verfügt über spezielle Eigenschaften, die zur Lösung des Spieles eingesetzt werden müssen.

## Handlung
Harman Smith ist ein auf einen Rollstuhl angewiesener alter Mann, der ein bizarres Geheimnis besitzt. Sieben verschiedene Persönlichkeiten leben durch ein Experiment in seinem Kopf, jeder mit speziellen taktischen Fertigkeiten in der Kunst des Tötens, genannt die Killer7. Er kann sich nach Lust und Laune in eine der anderen Persönlichkeiten verwandeln, was auf geistiger und körperlicher Ebene möglich ist.
Der Terrorist Kun Lan ist ein gefährlicher Psychopath, von dem Harman Smith dachte, dass er tot sei, weil er ihn vor 30 Jahren scheinbar getötet hat. Dieser steckt hinter Monstern, genannt die Heaven Smile (Himmelslächeln), die von Kun Lan mit Hilfe eines Virus aus normalen Menschen entstehen. Sie suchen lachend unschuldige Menschen auf, um sich in ihrer Nähe in die Luft zu sprengen, menschliche Selbstmordattentäter also. Diese sind auch nahezu unsichtbar und die Killer7 erkennen sie nur an ihrem bizarren Lachen. Garcian Smith, der Anführer der Killer7, kann paranormale und hellseherische Fähigkeiten einsetzen und direkt mit Harman kommunizieren. Durch diese Fähigkeiten ist es für alle anderen Persönlichkeiten möglich, nach Himmelslächeln zu scannen und sie so schnell und effektiv auszuschalten, bevor sie grausamen Schaden anrichten können. Dadurch ist es Harman möglich, die Terroraktionen des Kun Lan zu unterwandern und seine Mithelfer einen nach dem anderen zu töten, um die Welt vor dem Untergang und der Herrschaft durch einen wahnsinnigen Terroristen Kun Lan zu bewahren.

### Persönlichkeiten

#### Killer
- Harman Smith: Ein auf Betreuung angewiesener alter Mann mit uneingeschränkten Kräften; Waffe: panzerdurchdringendes Gewehr
- Garcian Smith: "Der Reiniger" und Kopf der "Killer7", kann die anderen Persönlichkeiten wieder zum Leben erwecken; Waffe: Handwaffe mit Schalldämpfung
- Dan Smith: Ein kaltblütiger Mörder, hasst Harman und möchte ihn töten; Waffe: Revolver
- KAEDE Smith: Einzige Frau, schüchtern aber tödlich, kann mit Blutbad unsichtbare Hindernisse sichtbar machen; Waffe: automatische Handfeuerwaffe mit Fernrohr
- Con Smith: Blind seit seiner Geburt und jüngstes Mitglied der Truppe, verfügt über außergewöhnliches Gehör, kann in Bereiche vordringen, die kein anderer erreicht; Waffe: Handfeuerwaffen mit Dual-Automatik
- Coyote Smith: Meisterdieb und Schlossknacker, kann hohe Bereiche erklimmen, um über Dächer zu steigen; Waffe: modifizierter Revolver
- Kevin Smith: Kann sich unsichtbar machen und hat eine Abneigung gegen Licht; Waffe: Messer
- Mask de Smith: Kann durch massive Wände mit seinem Ringkampfangriff hindurchdringen und hat eine hohe Schmerzgrenze; Waffe: doppelter Granatwerfer

#### Helfer
- Iwazaru: Ein Geist, der als Informant der Killer7 gilt, er leitet sie und steht ihnen mit Rat zur Seite, allerdings nur, wenn er außerhalb ihrer Vorstellung existiert.
- Christopher Mills: Informiert die Killer7 über neue Aufträge und nennt ihnen die nächsten Ziele.
- Travis: Das erste Opfer der Killer7, auch ein Geist der Informationen liefert.
- Yoon-Hyun: Ein weiterer Geist, der die Killer7 bei Rätseln unterstützt, deren Lösung er allerdings nur vage andeutet. Will die anwesende Killer7-Persönlichkeit genauere Informationen, muss sie auf die Maske schießen und ihr einen Teil ihres gesammelten Blutes opfern.

## Spielprinzip und Technik
Killer7 zeichnet sich durch seinen Comic-Anime-Stil aus und ist in den Animationen und grafischen Effekten sehr schlicht gehalten. Diese Designentscheidung verleiht dem Spiel einen speziellen Look, der sich aktiv auf die Perzeption der Level-Szenarien auswirkt. Während des Spielens muss der Spieler aufmerksam und taktisch vorgehen und lernen, die einzelnen Persönlichkeiten gezielt und effektiv einzusetzen. Dabei hilft eine Übersichtskarte der Gebiete mit relevanten Hinweisen, darüber hinaus bieten Nebenfiguren innerhalb der Szenarien Hilfestellungen an. Des Weiteren sind bei Spielbeginn zwei Schwierigkeitsgrade wählbar, die es ermöglichen, die Anforderungen des Spiels den eigenen Fähigkeiten anzupassen. Neu ist dabei auch die Steuerung, da die Bewegung der Figur nicht über den Analog-Stick des Controllers, sondern über Druck eines Buttons und auf vordefinierten Pfaden erfolgt. Auch unterteilen sich viele Wege in mehrere Richtungen, die über ein Menü auswählbar sind, um neue Gebiete erforschen zu können. Die Geschichte, die Killer7 erzählt, erschließt sich dem Spieler durch Cut-Scenes und zahlreiche In-Game-Dialoge, erscheint anfangs allerdings als verwirrend und zusammenhanglos. Hintergründe und elementare Bestandteile der zu Grunde liegenden Handlung ergeben sich erst im Laufe der Spielzeit und erfordern zumeist erhöhte Aufmerksamkeit des Spielers. Die Kulisse zum letzten Level ist die real existierende, verlassene Insel Gunkanjima.

## Entwicklungs- und Veröffentlichungsgeschichte
Zu den wichtigsten Produktionsmitgliedern gehörten Gōichi Suda (unter dem Pseudonym „Suda51“) als Regisseur sowie die Produzenten Shinji Mikami und Hiroyuki Kobayashi.
2018 erschien eine Version für PCs mit dem Betriebssystem Microsoft Windows, die von Nippon Ichi Software veröffentlicht wurde.

## Rezeption
Killer7 erhielt eher positive Bewertungen. Die Rezensionsdatenbank Metacritic aggregiert 57 Rezensionen der GameCube-Fassung zu einem Mittelwert von 74 und 39 Rezensionen der PlayStation-2-Fassung zu einem Mittelwert von 70.